# САП Арена
„САП Арена“ (на немски: SAP-Arena) е спортна арена, намираща се в Манхайм, Германия. Арената принадлежи на немския бизнесмен Диетмар Хоп. Залата отваря врати на 2 септември 2005 г. и се полазва за хокей на лед, хандбал и концерти. Има капацитет до 13 900 души.